# اچ‌ام‌اس فیم (۱۸۹۶)

{{Infobox ship characteristics
اچ‌ام‌اس فیم (۱۸۹۶) (به انگلیسی: HMS Fame (1896)) یک کشتی بود که طول آن ۲۱۰ فوت (۶۴ متر) Length overall بود. این کشتی در سال ۱۸۹۶ (میلادی)|۱۸۹۶]] ساخته شد.